# José Antonio del Cañizo
José Antonio del Cañizo Perate (Valencia, 1938) es un escritor español de libros de jardinería y de literatura infantil y juvenil.

## Infancia y juventud
Sus padres fueron José del Cañizo Gómez (1885-1972) y Lucila Perate Themudo (1909-1987). Es el mayor de tres hermanos, siendo estos Luis del Cañizo Perate y Lucila del Cañizo Perate. A los ocho meses de edad fue trasladado a Madrid junto con su familia.

Desde pequeño vivió en un ambiente muy académico y cultural; teniendo en su casa una biblioteca con más de 8 000 libros que le pertenecieron directamente a su padre. Vivían enfrente del monumento múdejar en la Plaza San Nicolás, no. 1[cita requerida], muy cerca del ayuntamiento, en pleno centro del Madrid de los Austrias.
A los seis años ingresó al Colegio Estudio de Madrid[cita requerida] donde posteriormente también cursaría el bachillerato. 

A la edad de diecisiete años su profesora de Literatura, Carmen García del Diestro, le auguraría ya un gran futuro con estas palabras:

Este trabajo fue realizado –como remate de preuniversitario- voluntaria y entrañablemente entregado por José
Antonio en 1955, como primicia de la vocación que el tiempo ha confirmado colmándole de goce y premios literarios.

Al finalizar el bachillerato obtuvo el Premio María Goyri por su reconocimiento ante el Colegio Estudio de Madrid, como un excelente estudiante y con ganas de superarse.
A la entrada de la Universidad obtuvo el Premio Pilar Careaga por su brillantez y destacada participación en el campo de las ingenierías. Y al igual que su padre estudió la carrera de Ingeniero Agrónomo; teniendo está situación como un foco de su mera incertidumbre inicial, pues lo relató en estas palabras en la Publicación n°25 de la revista Agros:

"En primero y segundo confiaba en tercero: En tercero ya se empiezan a ver cosas más agronómicas, y entonces, un buen día, me daré cuenta de que tengo vocación. Pero ahora ya estoy acabando tercero -o tercero está acabando conmigo- y observo con alarma mi carencia absoluta de síntomas que indiquen algo de eso. Ahora ya empiezo a preocuparme en serio. ¿Aparecerá mi vocación en cuarto o quinto? ¿Se reservará esta vieja Escuela nuestra, gran comadrona de aficiones extra-agronómicas, la apoteosis final de hacer nacer en nosotros la vocación in artículo mortis, cuando ya estemos acabando? Yo no sé qué pensar ya de esto."
—José Antonio del Cañizo (1960).

## Colegio Estudio de Madrid
El Colegio Estudio de Madrid se caracterizaba por un espíritu creativo y cultural, donde estaba a su cargo: Jimena Menéndez Pidal, Carmen García del Diestro y Ángeles Gasset (familia Menédez Pidal) y según lo describía José Antonio del Cañizo en sus propias palabras: "era un centro extraordinario y atípico, único".

## Trayectoria
- Doctor Ingeniero Agrónomo por la Universidad de Madrid.
- Miembro de la Real Academia de Bellas Artes de Málaga.
- Presidente de Honor de la Asociación Española de Amigos de las Palmeras.
- Miembro de la Board of Directors de la International Palm Society.
- Trabajó en el Ministerio de Agricultura y en este se destacó con la Medalla del Mérito Agrícola.
- Especialista en temas de Jardinería con 43 años de experiencia.
- Ejerció como Director Gerente del Patronato Botánico Municipal de la Ciudad de Málaga.

## Obras

### Libros de jardinería
- 1951. Los piojos de las gallinas.
- 1991. Jardines de Málaga.
- 2002. Palmeras.
- 2006. El jardín: arte y técnica.
- 2020. El bromas.
- 2022. Mi amor por las palmeras.

### Libros de literatura infantil y juvenil
- 1980. Las fantásticas aventuras del caballito gordo.
- 1982. Las cosas del abuelo.
- 1983. El maestro y el robot.
- 1984. En busca de Marte el Guerrero.
- 1987. El pintor de recuerdos.
- 1987. Oposiciones a bruja y otros cuentos.
- 1988. Calavera de borrico y otros cuentos populares.
- 1989. Inventando el mundo.
- 1990. Los jíbaros.
- 1993. Una Vida de película.
- 1993. Un león hasta en la sopa.
- 1994. Con la cabeza a pájaros.
- 1995. ¡Canalla, traidor, morirás!.
- 1995. El Comprador de Vidas.
- 1996. El castillo invisible.
- 1998. Con la música a otra parte.

con la cabeza a pájaros